# Gustavo de Mecklenburgo-Schwerin
Gustavo Guillermo, duque de Mecklemburgo-Schwerin, (Ludwigslust, 31 de enero de 1781; † 10 de enero de 1851) fue miembro de la grande casa ducal de Mecklemburgo-Schwerin.

## Biografía
Gustavo fue el tercer hijo y segundo hijo varón del duque Federico Francisco I (1756-1837) y su esposa Luisa de Sajonia-Gotha (1756-1808). En enero de 1807 se exilió con la familia ducal en Altona.
Sirvió como maestro de equitación en el ejército sueco y como mayor en la caballería prusiana. En la primavera de 1813 estaba en un Gran Tour en Nápoles, pero regresó a Ludwigslust debido al comienzo de la Guerra de Liberación y se convirtió en un mayor en el regimiento Mecklemburgo-Schwerin de cazadores voluntarios a caballo. El 10 de diciembre de 1813, fue herido en la Batalla de Sehestedt, perdió dos dedos y cayó brevemente en cautiverio danés, pero fue reemplazado después de unas horas. Después de una estancia en Italia durante varios años, regresó a Mecklemburgo en 1827.
De 1830 a 1832 construyó la Villa Gustava como residencia en Ludwigslust por el maestro constructor de tierras Friedrich Georg Erich Groß.
Gustavo fue un músico talentoso y actuó como cantante y guitarrista en conciertos en la corte en el castillo de ludwigslust. Louis Massonneau le dedicó sus Seis Tríos. 
Fue maestro de catedral en Magdeburgo y permaneció soltero. Karl Heinrich Ulrichs lo menciona como gay en su Argonauticus. 
Gustavo murió el 10 de enero de 1851 después de una larga enfermedad en Ludwigslust. El actual Gran Duque Federico Francisco II, su sobrino nieto, ordenó luto estatal; Gustavo fue enterrado el 15 de enero de 1851 en el Mausoleo Louisen en Ludwigslust Castle Park.
El Gran Duque Federico Francisco II elevó la Villa Gustava, que heredó, en junio de 1851, junto con el inventario asociado de la casa y el jardín, a una fideicomitafamiliar inalienable, inalienable e inexcusable, y concedió al duque Guillermo de Mecklemburgo los derechos de usufrucación. Durante la Primera Guerra Mundial y hasta 1923, la duquesa María de Mecklemburgo-Schwerin utilizó la villa. Todavía se conserva, aunque ruinoso, y está protegido como monumento.

## Premios
- Medalla al Mérito Militar de Mecklemburgo
- Medalla de campaña de Mecklemburgo
- Gran Cruz de la Orden del Águila Roja
- Orden de San Juan
- Gran Cruz de la Orden de la Espada
- Gran Cruz de la Orden del León Holandés
- Gran Cruz de la Orden Guelph
- Orden de San Jorge de Rusia
- Orden de elefantes (448ª Creación) el 14 de julio de 1841

## Literatura
- Heinrich Francke: Noth de Mecklemburgo y lucha antes y en la guerra de liberación: en celebración de los aniversarios gubernamentales de cincuenta años Sor Alteza Real del Gran Duque Más Famoso Friedrich Franz el Primero de Mecklemburgo-Schwerin, representado según manuscritos y documentos impresos. Wismar: Schmidt & por Cossel 1835
- Johann Heinrich Friedrich Berlien: La Orden de los Elefantes y sus caballeros. Copenhague: Autoeditado en 1846, pág. 178
- Grete Grewolls: . Hinstorff Verlag, Rostock 2011, ISBN 978-3-356-01301-6, S.3654